# Xã Spink, Quận Union, Nam Dakota
Xã Spink (tiếng Anh: Spink Township) là một xã thuộc quận Union, tiểu bang Nam Dakota, Hoa Kỳ. Năm 2010, dân số của xã này là 218 người.